# Mặt phẳng phức
Mặt phẳng phức là mặt phẳng với hệ tọa độ Descartes dùng để biểu diễn số phức.
Mặt phẳng Phức là mặt phẳng để biểu diễn số phức Với Trục Ox (Trục Hoành) biểu diễn Phần Thực, Trục Oy (Trục Tung) Biểu diễn phần ảo.